# Dichondra
Dichondra J.R. Forst. & G. Forst., 1776 è un genere di piante della famiglia Convolvulaceae.

## Tassonomia
Comprende le seguenti specie:
- Dichondra argentea Humb. & Bonpl. ex Willd.
- Dichondra brachypoda Wooton & Standl.
- Dichondra brevifolia Buchanan
- Dichondra carolinensis Michx.
- Dichondra donelliana Tharp & M.C.Johnst.
- Dichondra evolvulacea (L. f.) Britton
- Dichondra macrocalyx Meisn.
- Dichondra micrantha Urb.
- Dichondra microcalyx (Hallier f.) Fabris
- Dichondra nivea (Brandegee) Tharp & M.C.Johnst.
- Dichondra occidentalis House
- Dichondra parvifolia Meisn.
- Dichondra recurvata Tharp & M.C.Johnst.
- Dichondra repens J.R.Forst. & G.Forst.
- Dichondra sericea Sw.